# Pseudojuloides edwardi
Pseudojuloides edwardi là một loài cá biển thuộc chi Pseudojuloides trong họ Cá bàng chài. Loài này được mô tả lần đầu tiên vào năm 2014.

## Từ nguyên
Từ định danh edwardi được đặt theo tên của Jason Edward, người đã thu thập mẫu định danh của loài này và gửi chúng cho các tác giả.

## Phạm vi phân bố và môi trường sống
P. edwardi có phạm vi phân bố ở Tây Nam Ấn Độ Dương. Loài này hiện chỉ được tìm thấy ở ngoài khơi bờ biển thành phố Mombasa, Kenya, được thu thập ở độ sâu khoảng từ 5 đến 20 m.

## Mô tả
Mẫu định danh, cũng là mẫu lớn nhất, có chiều dài cơ thể đo được là 7,3 cm. Những mẫu vật của loài này được thu thập nhằm mục đích thương mại trong buôn bán cá cảnh.
Cá đực có nửa thân sau mang màu xanh của ngọc lục bảo với hai dải sọc màu xanh lam chạy dọc theo chiều dài của thân. Lưng có màu ô liu. Nửa trên của đầu và nửa trên của thân trước màu ô liu, sẫm đen ở thân giữa. Nửa dưới của đầu và nửa dưới thân trước có màu hồng sẫm với các vệt đốm màu vàng; vùng màu hồng lan rộng đến mõm và mắt. Vây lưng và vây hậu môn có gốc màu xanh lam; dải vàng ở giữa băng dọc theo chiều dài của vây. Vây đuôi có viền xanh ở thùy trên (và đôi khi ở dưới); màng vây trong mờ. Vây ngực trong suốt. Vây bụng màu vàng nhạt.
Cá cái, chỉ được ghi nhận thông qua lời của người bán cá cảnh, là có màu hồng da cam phớt đỏ, trắng ở bụng và lốm đốm màu vàng ở thân trước. Cá cái của hai loài P. edwardi và Pseudojuloides severnsi nhiều khả năng là tương đồng với nhau về kiểu màu.
Số gai ở vây lưng: 9; Số tia vây ở vây lưng: 11; Số gai ở vây hậu môn: 3; Số tia vây ở vây hậu môn: 12; Số tia vây ở vây ngực: 13; Số gai ở vây bụng: 1; Số tia vây ở vây bụng: 5.

## Phân loại
P. edwardi được xếp vào một nhóm phức hợp loài với Pseudojuloides erythrops và Pseudojuloides severnsi.

### Trích dẫn
- "Pseudojuloides edwardi, n. sp. (Perciformes: Labridae): an example of evolution of male-display phenotype outpacing divergence in mitochondrial genotype" (PDF). Journal of the Ocean Science Foundation. Quyển 11. 2014. tr. 1–12. {{Chú thích tạp chí}}: Đã bỏ qua tham số không rõ |authors= (trợ giúp)